# پاول یغیازاریان
پاول یغیازاریان (ارمنی: Պավել Եղիազարյան؛ انگلیسی: Pavel Egiazarian؛ ۷ ژانویهٔ ۱۹۷۹ ) بازیکن هاکی روی یخ اهل ارمنستان در پست فوروارد است.

## باشگاهی
از باشگاه‌هایی که در آن بازی کرده‌است می‌توان به باشگاه هاکی روی یخ دینامو ایروان، باشگاه هاکی روی یخ پغپغنر ، BKMA Yerevan اشاره کرد.

## تیم ملی
وی همچنین در تیم ملی هاکی روی یخ مردان ارمنستان بازی کرده‌است

## یادداشت
1. ↑  Peppers Yerevan